# Le Journal d'Hélène Berr
Le Journal d'Hélène Berr est le journal tenu par une étudiante juive parisienne, Hélène Berr, d'avril 1942 à février 1944. Ce témoignage sobre et pudique sur la vie, les aspirations et l’oppression subie, font de ce texte une véritable œuvre littéraire.

## Caractéristiques de l’œuvre
Ce journal commence le 7 avril 1942, après une visite chez Paul Valéry. Il s’achève au camp de Drancy le 15 février 1944.
Le Journal est constitué de 262 feuillets volants truffés de citations de Shakespeare ou de Lewis Carroll. À travers quelques pages, l'autrice nous montre qu'elle parvient à oublier la guerre, le temps d'une « journée parfaite » à cueillir des framboises, dans la maison de campagne familiale. Pour fuir l'oppression, l'agrégative d'anglais se raccroche aux après-midi ensoleillées, aux poésies de Shelley, aux journées passées en bibliothèque…
Le port de l'étoile jaune, imposé en juin 1942, est une première cassure. Hélène a noté son désarroi, les gestes de solidarité des Parisiens dans le métro, le zèle du contrôleur qui la refoule dans la voiture de queue, réservée aux juifs. Elle raconte l'arrestation de son père et son internement à Drancy, le désarroi de la famille, la joie que suscite sa libération obtenue par le paiement d'une rançon.
Elle évoque la solitude, l'impuissance à témoigner de la barbarie et l'abîme qui se creuse entre elle et ses amis.
 
« À chaque heure de la journée se répète la douloureuse expérience qui consiste à s’apercevoir que les autres ne savent pas. »
Les derniers mots du journal, « Horror! Horror! Horror! », font écho à la pièce de Shakespeare Macbeth, où Macduff (en) s'exclame : « O horror, horror, horror! ». Cette dernière phrase rappelle aussi le « The horror! The horror! » de Kurtz, à la fin du roman Au cœur des ténèbres de Joseph Conrad.

## Publication de l’œuvre
Sa publication résulte de la volonté de Mariette Job, la nièce d’Hélène Berr et ancienne libraire, qui, connaissant ce texte par des copies circulant dans sa famille, a retrouvé le manuscrit original : selon le vœu de sa tante, il avait été remis après la guerre à son fiancé, Jean Morawiecki (d) qui a institué Mariette Job légataire du journal.
Le manuscrit du journal fut déposé en 2002 au Mémorial de la Shoah. Au printemps 2007, Karen Taieb, archiviste au Mémorial de la Shoah, montre à Antoine Sabbagh, directeur de la collection Archives Contemporaines aux Éditions Tallandier, le manuscrit du Journal d'Helene Berr. La famille, dit-elle, n'est pas encore prête à publier. L'éditeur contacte alors Mariette Job en lui garantissant que l'édition du Journal ne sera pas savante, peu de notes, et qu'elle sera accessible au plus grand public. Après l'accord de la famille d'Hélène Berr, Tallandier contacte Patrick Modiano qui écrit au cours de l'été la préface au journal.Il est publié pour la première fois en janvier 2008, avec la préface de Patrick Modiano.  
Lectures publiques 
À partir du printemps 2008, le Journal d'Hélène Berr est lu en public, d'abord par Isabelle Carré et Sophie Neveu au Théâtre du Rond-point puis par Elsa Zylberstein, Ariane Ascaride, Guila Clara Kessous et de nombreuses autres actrices qui, jusqu'à aujourd'hui, continuent de faire entendre la voix d'Hélene Berr.

## Édition de l’œuvre
Le manuscrit du journal d'Hélène Berr tel que le visiteur peut le voir au Mémorial de la Shoah à Paris est exceptionnellement lisible. Hormis quelques notes explicatives, le texte publié correspond à l'identique au manuscrit, à deux exceptions près : Hélène Berr utilise peu de ponctuation et termine souvent ses phrases par un simple trait. Par ailleurs, Hélène Berr désigne parfois ses proches par une simple initiale. Pour des raisons de lisibilité, l'éditeur a rétabli la  ponctuation et les prénoms complets évoqués.
Éditions imprimées
Deux ans après sa parution, le Journal d'Hélène Berr a été traduit en vingt sept langues. En France, aux différentes éditions papier se sont ajoutées les versions audio et cinématographique du Journal,,.
- Journal, d'Hélène Berr, préface de Patrick Modiano, suivi de Hélène Berr, une vie confisquée, par Mariette Job. Éditions Tallandier, janvier 2008.  (ISBN 978-2-84734-500-1) 2e édition 2011  (ISBN 978-2-84734-848-4) Réédité en format de poche aux éditions Points, en mai 2009  (ISBN 978-2-7578-0884-9) (également disponible en édition scolaire, adaptation Antoine Sabbagh)
- Adaptation cinématographique réalisée par Jérôme Prieur, Hélène Berr, une jeune fille dans Paris occupé [archive], film documentaire, 90 min, diffusé pour la première fois sur France 2 mardi 10/12/2013 à 22:20 et édité en DVD par Mélisande productions. Prix du meilleur documentaire décerné par l'Association française des critiques de cinéma et de télévision, 2014

Livres audio
- Hélène Berr (auteur) et Antoine Sabbagh (adaptation), Journal : édition abrégée, Paris, éd. Audiolib, 8 octobre 2008 (ISBN 978-2-35641-036-8, BNF 41332587).Narratrice : Elsa Zylberstein ; préface de Patrick Modiano, lue par Benoît Peeters ; suivi d'un témoignage inédit de Mariette Job, nièce d'Hélène Berr ; support : 2 disques compacts audio ; durée : 2 h 30 min ; référence éditeur : Audiolib 25 0037 9.
- Hélène Berr, Journal, Paris, éd. Audiolib, 6 novembre 2013 (ISBN 978-2-35641-639-1, BNF 43701644).Texte intégral ; narratrice : Elsa Zylberstein ; préface de Patrick Modiano, lue par Benoît Peeters ; suivi d'un témoignage inédit de Mariette Job, fille de Denise Job et nièce d'Hélène Berr ; support : 1 disque compact audio MP3 ; durée : 8 h 38 min ; référence éditeur : Audiolib 25 1686 2.